# Saint-Amand (Anvers)
Pour les articles homonymes, voir Saint-Amand.
Saint-Amand (en néerlandais et nom officiel Sint-Amands) est un gros bourg et une ancienne commune au bord de l'Escaut, dans la région communément appelée Petit-Brabant (entre l'Escaut et le Rupel), dans la province d'Anvers (Région flamande de Belgique). En français il est également connu sous le nom de Saint-Amand-lez-Puers. Au 1er janvier 2019, elle fusionne avec Puers pour donner la commune de Puers-Saint-Amand.

## Histoire
Saint-Amand a été mentionné pour la première fois dans des archives historiques en 822. Cependant, aucun monument ne subsiste de cette époque. Il y a l'église Saint-Amand, qui date du XVIIe siècle. Il y a aussi quelques maisons dans la Kerkstraat dont les façades des XVIIe et XVIIIe siècles ont été conservées.
Saint-Amand était principalement un village agricole. Cependant, sa situation sur l'Escaut a entraîné toutes sortes d'activités commerciales. Le quai servait au déchargement et au chargement de nombreux navires. La pêche sur l’Escaut a également joué un rôle. Il y avait aussi plusieurs brasseries et distilleries. Il y avait quelques usines de chaussures et une laiterie. NV Scheldemolens est un moulin à vent et dont les origines remontent au 18ème siècle. En outre, il existait quelques industries artisanales, comme la vannerie et la transformation du lin.
A Saint-Amand, au bord de l'Escaut, se trouve le mausolée de l'écrivain belge Emile Verhaeren (1855-1916).
Le 1er janvier 2019, la commune alors fusionnée de Sint-Amands (composée de Sint-Amands, Lippelo et Oppuurs) a fusionné avec Puurs (composée de Puurs, Breendonk, Liezele et Ruisbroek) pour former Puurs-Sint-Amands.

## Géographie
- Altitude moyenne : 7 mètres.
- Terrain plat, sol argilo-sableux.

## Sections de la commune avant la fusion de 2019
| # | Section     | Superf. (km²) | Habitants (2020) | Habitants par km² | Code INS |
| - | ----------- | ------------- | ---------------- | ----------------- | -------- |
| 1 | Saint-Amand | 6,27          | 4.008            | 639               | 12034A   |
| 2 | Oppuurs     | 4,79          | 2.069            | 432               | 12034B   |
| 3 | Lippelo     | 4,19          | 1.157            | 276               | 12034C   |

## Démographie

### Évolution démographique: Commune fusionnée
Graphe de l'évolution de la population de la commune (la commune de Saint-Amand étant née de la fusion des anciennes communes de Saint-Amand, de Lippelo et de Oppuurs , les données ci-après intègrent les deux communes dans les données avant 1977).
- Source:INS - De:1806 à 1970=recensement de la population au 31 décembre; depuis 1980= population au 1er janvier

## Personnalités
- Lieu de naissance de Gilles Van Grasdorff, écrivain auteur de plus de cinquante livres.
- Lieu de naissance d'Emmanuel Rollier (1769-1851), meneur de la Guerre des Paysans (1798)
- Lieu de naissance et de sépulture du poète Émile Verhaeren (1855-1916)
- Lieu de naissance, de vie, de décès et de sépulture du peintre Romain De Saegher (1907-1986)
- Lieu de naissance de Jean-Antoine Elet, prêtre jésuite.

## Citation
Le poète Émile Verhaeren, grand amoureux de l'Escaut et de son village natal écrivit :
Je suis né là-bas, dans les brumes de Flandres,
En ce petit village où les murs goudronnés
Abritent les marins pauvres mais obstinés
Sous les cieux d'ouragan, de fumée et de cendres.

## Tourisme
- Musée provincial Émile Verhaeren
- Gare de Saint-Amand, uniquement utilisée par le chemin de fer à vapeur Termonde - Puers